# Ulica Jana Kilińskiego w Radomiu
Ulica Jana Kilińskiego w Radomiu – ulica w Radomiu w dzielnicy Śródmieście.
Ulica Kilińskiego biegnie od ul. Witolda do ul. Staszica. Zalicza się do kategorii dróg gminnych. Ma długość około 440 metrów. Przy ul. Kilińskiego 25 znajduje się VI Liceum Ogólnokształcące im. Jana Kochanowskiego.

## Architektura
Rejestr zabytków
W rejestrze zabytków Narodowego Instytutu Dziedzictwa znajdują się poniższe obiekty położone przy ulicy Kilińskiego:
- nr 8 – kamienica, 1899
- nr 15/17 – Resursa Rzemieślnicza, 1907

Gminna ewidencja zabytków
Do Gminnej Ewidencji Zabytków Miasta Radomia, oprócz obiektów z rejestru zabytków, wpisane są też budynki.
- nr 4 – dom murowany, koniec XIX w.
- nr 7 – dom murowany, pocz. XIX w.
- nr 8 – dom murowany, pocz. XIX w.
- nr 9 – dom murowany, koniec XIX w.
- nr 11 – dom murowany, koniec XIX w.
- nr 13 – dom murowany, koniec XIX w.
- nr 19 – dom murowany, koniec XIX w.
- nr 21 – dom murowany, pocz. XX w.
- nr 22 – dom murowany, lata 30. XX w.
- nr 23 – dom murowany, 1830
- nr 25/27 – budynek szkoły, pocz. XX w.

Na skrzyżowaniu ul. Kilińskiego z ul. Focha znajduje się modernistycznych Dom Rzemiosła wybudowany w latach 1983–1989.

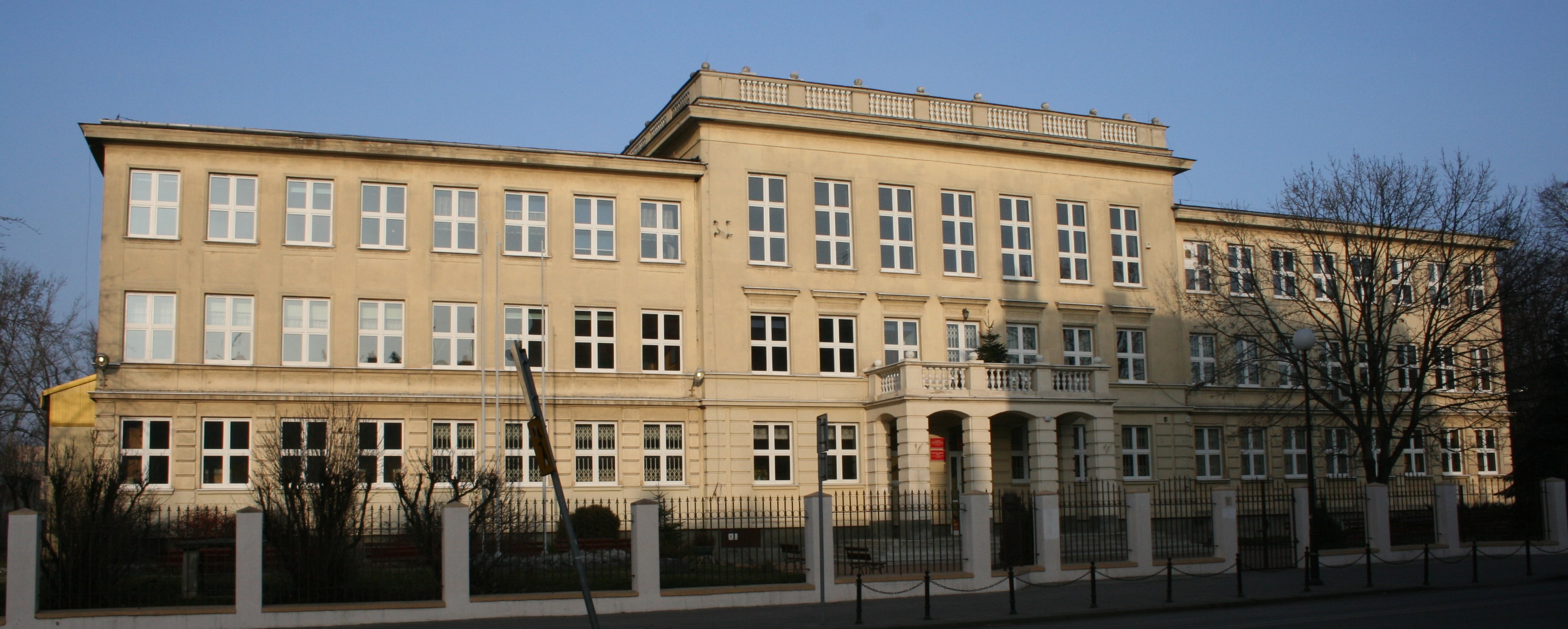
VI Liceum Ogólnokształcące
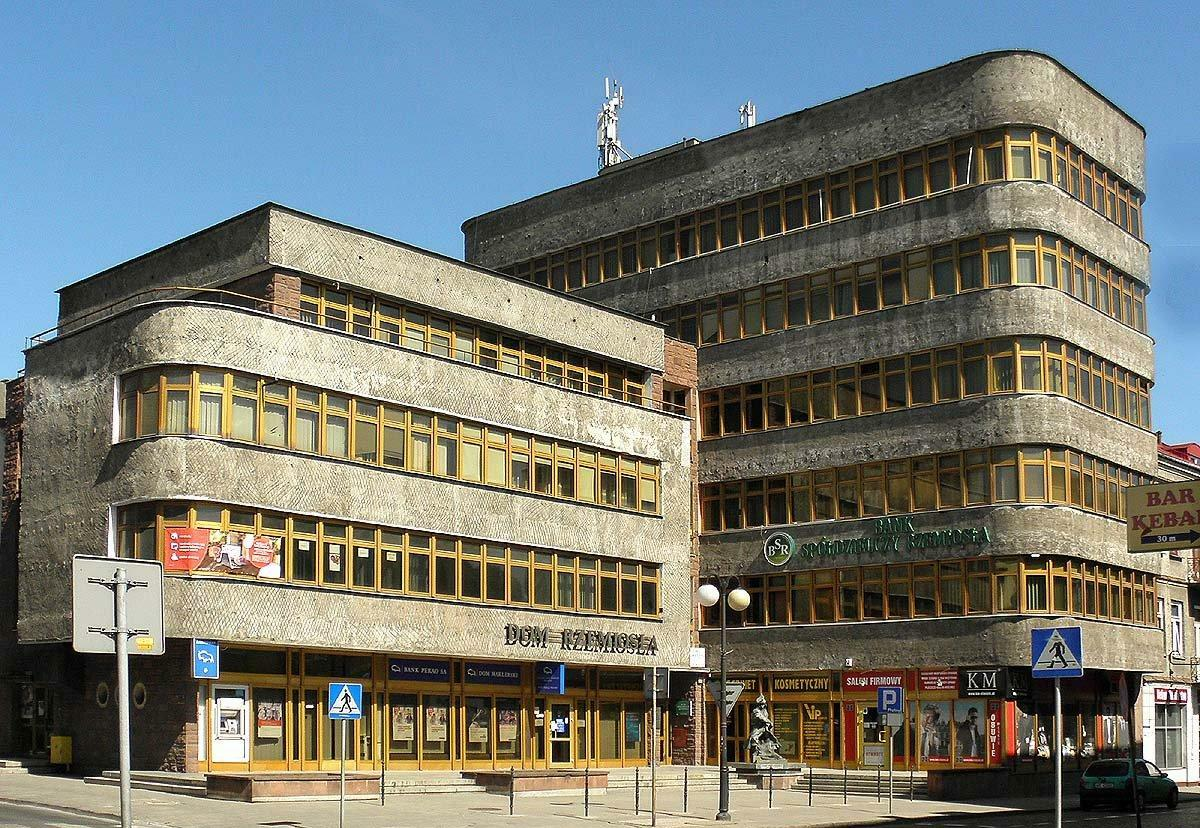
Dom Rzemiosła przy skrzyżowaniu z ul. Focha
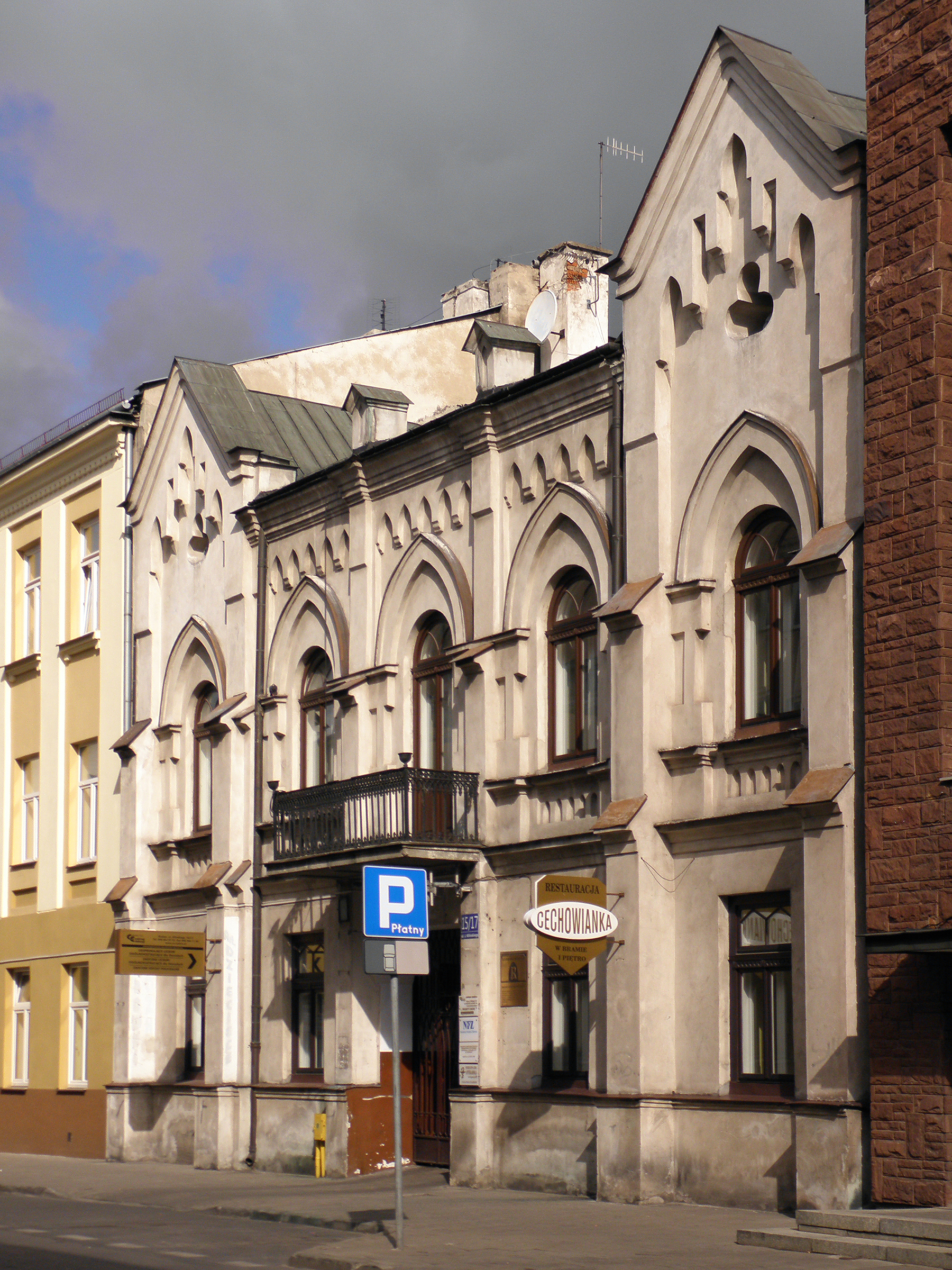
Budynek dawnej Resursy Rzemieślniczej
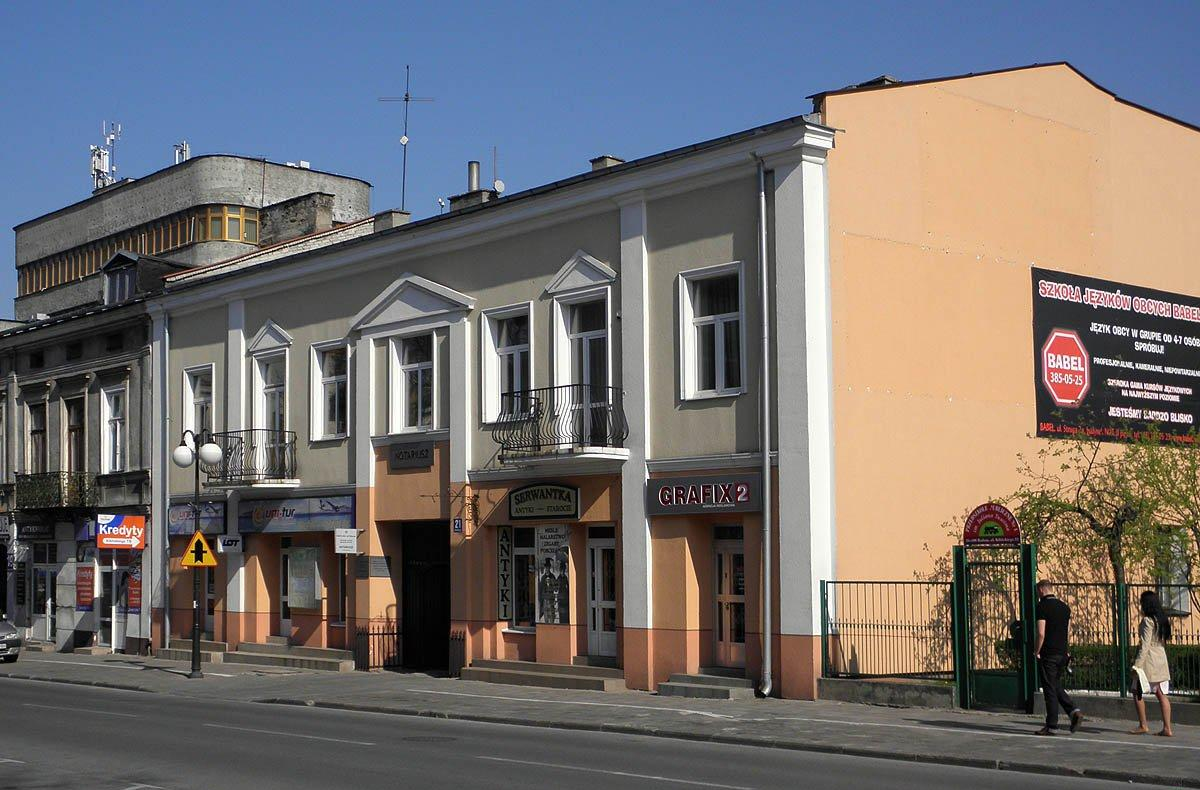
Kamienica przy Kilińskiego 21